# Orden de San Andrés
La Orden de San Andrés es una orden de caballería, la máxima distinción del Imperio ruso creada en 1698. Suprimida tras la constitución de la Unión Soviética en 1917, fue recuperada en 1998, tras la caída de la URSS y la creación de la Federación Rusa.

## La Orden de San Andrés en el Imperio ruso
La Orden fue fundada por Pedro el Grande en el año 1698, en honor de san Andrés, el primero de los Doce Apóstoles y el Patrón de la Santa Rusia. Con el tiempo, consiguió convertirse en uno de los símbolos más destacados del Imperio, por su característica banda azul celeste, lucida en los retratos oficiales de todos y cada uno de los distintos Emperadores y Emperatrices de Rusia hasta la caída del imperio. En Europa llegó a estar tan bien considerada como la Orden del Toisón de Oro o la Orden de la Jarretera, al ser concedida por una de las potencias mundiales del momento a los más distinguidos Jefes de Estado europeos. 
Fíodor Golovin fue el primer caballero de la Orden que, hasta su abolición en 1917 a causa de la Revolución rusa, solo se otorgó a un centenar de personas. Los agraciados con la preciada banda celeste, mayoritariamente nobles, también eran distinguidos con la Orden de San Alejandro Nevski, la Orden del Águila Blanca, la Orden de Santa Ana de primera clase y la Orden de San Estanislao también de primera clase. A los militares que recibían la Orden de San Andrés se les ascendía a Lugarteniente General o a Vicealmirante.

## Grados
La Orden de San Andrés solo tenía una clase de caballeros, y se otorgaba siguiendo los estrictos criterios marcados por sus estatutos que databan del año 1698:
- Miembros de la familia Imperial rusa.
- Alta nobleza del Imperio ruso.
- Altos oficiales del ejército ruso.
- Jefes de Estado extranjeros.

## Insignias de la Orden
La Orden de San Andrés constaba de tres insignias principales:
- Placa: una estrella rafagada en plata de ocho puntas , con un círculo de esmalte azul con el lema "За Вѣру и Вѣрность" "Por la fe y la fidelidad". En el centro del esmalte azul, había un círculo de oro en cuyo centro se encontraba el águila de San Andrés, con la cruz en que fue crucificado. La estrella de la Orden podía ser entregada con diamantes, por méritos especiales.

Se llevaba en la parte izquierda del uniforme militar o traje de la Corte, combinándose con la Banda o el Collar, dependiendo de la situación protocolaria del momento.
- Collar: el collar de la Orden se usaba solo en ocasiones muy restringidas, como puede observarse en diversos retratos oficiales de caballeros de la Orden, que solo llevan el collar en momentos de "gran gala". Labrado en plata y oro, contenía piezas que representaban el águila de San Andrés, el Monograma de Pedro I y las águilas bicéfalas, todos ellos símbolos del Imperio y de la Orden.
- Banda: en azul celeste, la banda se usaba con la placa de la Orden cuando no se requería el uso del collar. Cruzaba el pecho desde el hombro derecho para acabar en la cintura izquierda. El lazo de la banda llevaba como venera el águlia de San Andrés, con el Santo crucificado en el centro. A modo de curiosidad, cabe destacar que la venera de la banda era la misma que se usaba en el Collar en tanto que insignia principal del mismo.

## La Orden de San Andrés en la Federación Rusa
La orden fue restaurada por medio del decreto N.º 757 del Presidente de la Federación de Rusia, Boris Yeltsin, del 1 de julio de 1998. El estatuto fue posteriormente enmendado por el Decreto del Presidente de la Federación de Rusia del 7 de septiembre de 2010 N.º 1099 «Sobre medidas para mejorar el sistema de premios estatales de la Federación de Rusia», nuevamente modificado por el decreto N.º 665 del 19 de noviembre de 2021 «Sobre algunas medidas para mejorar el sistema de premios estatales de la Federación de Rusia».